# Zadziczanie

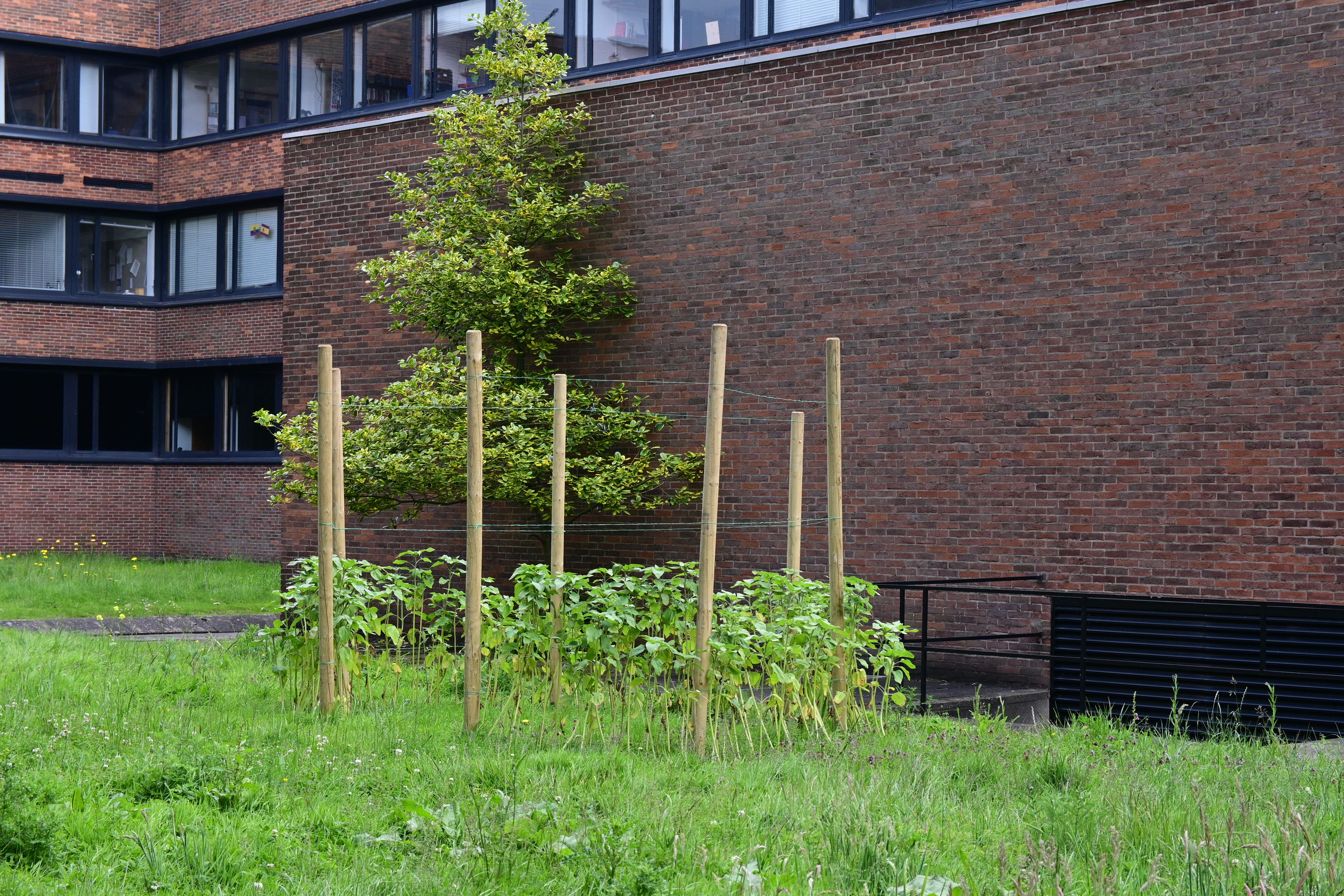
Zadziczanie trawnika na terenie uniwersytetu

Zadziczanie, przywracanie dzikiej przyrody, ponowne zdziczenie, (ang. rewilding) – proces odbudowy i powiększania przestrzeni, w których istnieje bioróżnorodność siedlisk i ekosystemów. Dotyczy odbudowy środowiska przyrodniczego całej planety. Zadziczanie jest często prowadzone na dużą skalę. Odtwarza się przy tym procesy zachodzące w przyrodzie, a czasem także reintrodukuje brakujące gatunki. Czasem stosuje się zamienniki, czyli gatunki pełniące tę samą funkcję w danym ekosystemie. Ma na celu zatrzymanie spadku bioróżnorodności przez stosowanie zasad zrównoważonego rozwoju w różnych dziedzinach życia. Ważnym elementem procesu zadziczania jest spowolnienie zmian klimatycznych.